# 蔣家奉化祭祖
蔣家奉化祭祖，指蔣中正家族历代海内外后人有到故乡浙江奉化老家祭祖的传统。是中国近现代历史上的奇观。蒋家籍貫浙江奉化县溪口镇。蒋家祭祖常为海峡两岸热门话题，并时有牵动两岸政府高层，引起互动。

## 历次祭祖

### 第一代

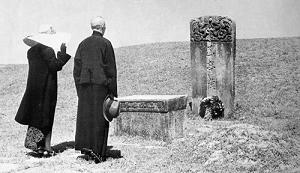
蒋介石夫妇祭祖

- 1949年4月24日下午，蒋经国妻蒋方良，携子蒋孝文、蒋孝武、蒋孝勇，女蒋孝章，先行离开溪口，赴宁波登船赴台湾[1]。
- 1949年4月25日下午，蒋介石、蒋经国父子拜别奉化溪口祖堂，是两蒋最后一次祭祖[1][2]。

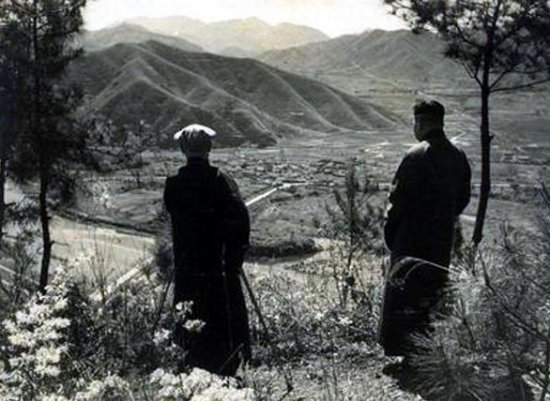
1949年初，两蒋在祭扫山上祖坟后眺望山下的溪口家乡。之后，两蒋即飞赴台湾，从此下半生再無踏足中国大陆。左老者为蒋介石，右为蒋经国。图中河流为剡溪。这是两蒋最后一次赴家乡祭祖。

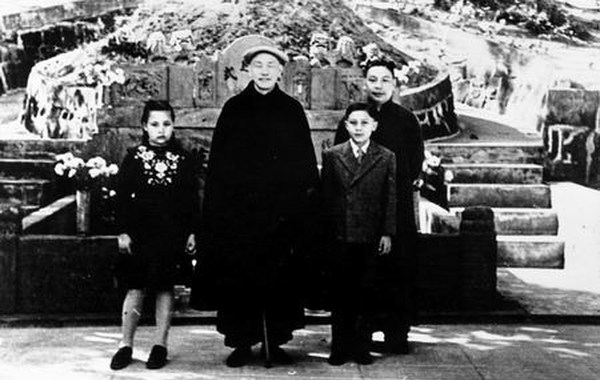
1949年4月，蔣介石、經國、孝文(右二)、孝章(左一)祖孫三代在奉化溪口祭掃王太夫人墓留影

### 第二代
- 1996年10月25日，蒋纬国之妻蒋丘如雪，携子蒋孝刚，至奉化溪口代夫祭祖[3]。
- 2005年3月，蒋丘如雪携台湾友人，赴奉化溪口代夫祭祖。归台后，与台湾友人捐赠千余株梅花，植于溪口杜鹃谷公园。蒋纬国身前最爱梅花[3]。
- 2006年2月，应奉化市民革邀请，蒋丘如雪携子蒋孝刚赴奉化溪口祭祖[3]。

### 第三代
- 1993年8月4日，时隔蒋家迁台44年之后，蒋孝文之妻蒋徐乃锦至奉化溪口，代夫祭祖[3]。
- 1993年8月20日，东吴大学校长章孝慈率学术访问团访问北京，获江泽民接见[4]。
- 1996年8月，蒋孝勇携全家至奉化溪口祭祖，蒋孝勇当时已罹患食道癌晚期[3]。
- 1997年5月14日，大陆蒋家族长邀请章孝严回乡祭祖[5]。
- 2000年8月23日，章孝严携夫人到奉化溪口籍貫地祭祖。并赴广西桂林为其生母章亚若扫墓[6]。
- 2005年4月7日，蒋孝严首次在认祖归宗之后，以蒋家后人身份，携夫人到奉化溪口祭祖。当时蒋家在溪口仍有族人400余人。4月5日，曾赴陕西祭拜黄帝陵[7]。
- 2005年8月，蒋方智怡赴奉化溪口，代夫祭祖[3]。
- 2008年11月7日，蒋孝严应邀赴奉化参加“海峡两岸弥勒文化研讨会”，并祭祖[1]。
- 2009年8月，蒋孝严赴杭州出席第三届海峡两岸发展研讨会，之后赴奉化溪口祭祖[1]。
- 2009年10月25日，蒋方智怡携母至奉化溪口代夫祭祖[1]。
- 2012年9月21日，蒋方智怡与台湾演员凌峰赴奉化溪口[8]。
- 2014年3月26日，蒋孝严到奉化溪口，是第六次祭祖之旅，祭扫祖母毛福梅墓[9]。
- 2014年10月5日，蒋方智怡回浙江杭州祭祖[10]。

### 第四代
- 2013年，蒋友松携妻赴奉化溪口，参加《武岭蒋氏宗谱》圆谱庆典[11]。